# بني آدم (فلم إماراتي)
بني آدم- فيلم دراما إماراتي، تم عرضه في عام 2013م، من تأليف وإخراج: مجيد عبد الرازق. ومن إنتاج شركة M A Films .

## قصة الفيلم وأحداثه
تدور أحداث الفيلم حول علاقات متشابكة ومتعددة تنشأ بين سلطان الثري الذي يعاني من شعور بالذنب آت من طفولته، وسالم المنحدر من أسرة محدودة الدخل، وخليل المسؤول عن ثروة سلطان حيث يرغب الأخير تزويجه من ابنته ميثاء.بينما يقع سلطان في غرام امرأة اسمها مها ، بينما ستكون كل من مها وابنة سلطان ميثاء واقعتان في حب سالم، وهكذا فإن الباب سيكون مفتوحاً أمام شتى أنواع المكيدة التي تأتي من ناحية خليل، ما يقود إلى مفاجآت كثيرة ونهايات تراجيدية.

## طاقم العمل
شارك في العمل الفني الإماراتي "بتي أدم" مجموعة كبيرة من الممثلين، نذكر من بينهم:
- حسن يوسف، ممثل إماراتي، مواليد 1982م.
- علي التميمي، فنان وممثل ومخرج وشاعر إماراتي، اسمه بالكامل علي عبدالرزاق التميمي.
- آلاء شاكر، ممثلة عراقية، مواليد 1992م.
- عبدالله عبدالعزيز، ممثل ومخرج قطري، مواليد 1966م.
- مجيد عبدالرازق، مخرج وممثل ومنتج إماراتي.
- عليا المناعي، ممثلة إماراتية، مواليد 1981م.
- محمد إبراهيم فراشة، ممثل إماراتي، مواليد 1951م.
- وفاء مكي، ممثلة بحرينية ، مواليد أغسطس 1981م.
- فاطمة الحوسني. ممثلة إماراتية، مواليد 1961م.

## اصداء حول الفيلم
بعد عرض الفيلم للمرة الأولي بدولة الإمارات كان له أصداء عدة، نذكر من بينها:
- اعتزال " مجيد عبدالرازق" منتج الفيلم ومخرجه وكاتبة وأحد الممثلين فيه ، للعمل السينمائي نهائياً، لأن السينما الإماراتية- من وجهة نظره- ينقصها الجمهور الذى يعتبر أهم بوابة لتحقيق النجاح، مستغربا من الإقبال علي الأعمال الأجنبية التي تعرض في الدولة.[5]
- تعرض الفيلم لانتقادات عدة منها علي سبيل المثال: أن معالجة العديد من الأحداث في الفيلم كانت غير مقنعة هذا بالإضافة إلى أن أبعاد بعض الشخصيات مثل شخصية "سلطان" لا تبدو واقعية على الإطلاق حيث يظهر "سلطان" العديد من ردود الفعل الساذجة التي تتعارض مع واقع أنه رجل أعمال محنك وثري وله باع طويل في التعاملات التجارية والمالية. كما أن بعض الأحداث الرئيسية في الفيلم تستخف بشكل كبير بعقلية المشاهد، فنحن في زمن أصبح فيه عشاق السينما متابعين لكل ما هو جديد في صناعة الأفلام سواء في هوليوود أو غيرها مما يجعل المهمة أصعب على السينما الخليجية التي تكاد تخطو خطواتها الجدية الأولى. فمثلاُ من غير المعقول أن ينجو "سلطان" من عملية انتحار رمى خلالها بنفسه وهو مشلول على كرسي متحرك من جرف عال مطل على شاطئ صخري، ليس هذا فقط بل تتسبب السقطة في شفائه من الشلل وقدرته على المشي مرة أخرى.[6]

## روابط خارجية
- بني آدم (الفيلم الإماراتي) علي موقع قاعدة بيانات الأفلام العربية.